# Synalpheus haddoni
Synalpheus haddoni is een garnalensoort uit de familie van de Alpheidae. De wetenschappelijke naam van de soort is voor het eerst geldig gepubliceerd in 1900 door Coutière.